# Diarrhena
Diarrhena es un género de plantas herbáceas perteneciente a la familia de las poáceas. Es originario del este de Asia y América del Norte. 

## Taxonomía
El género fue descrito por Ambroise Marie François Joseph Palisot de Beauvois y publicado en Essai d'une Nouvelle Agrostographie 142, t. 25, f. 2. 1812.
Etimología
El nombre del género deriva del griego dis (dos veces) y arren (macho), aludiendo a sus dos estambres. 
Citología
El número cromosómico básico del género es x = 10 y 19, con números cromosómicos somáticos de 2n = 38 y 60, ya que hay especies diploides y una serie poliploide. Cromosomas relativamente "medianos".

## Especies
- Diarrhena americana P. Beauv.
  - Diarrhena americana var. americana
  - Diarrhena americana var. obovata Gleason
- Diarrhena aquatica (L.) Raspail
- Diarrhena arundinacea (Zea ex Lag.) Rydb.
- Diarrhena fauriei (Hack.) Ohwi
  - Diarrhena fauriei var. koryoensis (Honda) I.C. Chung
- Diarrhena festucoides (Raf.) Fernald
- Diarrhena japonica Franch. & Sav.
- Diarrhena koryoensis Honda
- Diarrhena mandshurica Maxim.
- Diarrhena obovata (Gleason) Brandenburg
- Diarrhena setacea (Poir.) Roem. & Schult.
- Diarrhena yabeana Kitag.